# Tonicia
Tonicia es un género de poliplacóforos dentro de la familia de Chitonidae. El género tiene una distribución global que abarca costas de Sur y Norteamérica, Europa, África, Asia y Oceanía.

## Especies
- Tonicia atrata
- Tonicia chilensis
- Tonicia discrepans
- Tonicia disjuncta
- Tonicia dilecta
- Tonicia dupuisi
- Tonicia elegans
- Tonicia forbesi
- Tonicia forbesii
- Tonicia fortilirata
- Tonicia huilliana
- Tonicia lamellosa
- Tonicia lebruni
- Tonicia lineolata
- Tonicia pustulifera
- Tonicia rubridens
- Tonicia schrammi
- Tonicia sowerbyi
- Tonicia swaubsibu
- Tonicia tilbrooki
- Tonicia truncatus